# Convexella murrayi
Convexella murrayi is een zachte koraalsoort uit de familie Primnoidae. De koraalsoort komt uit het geslacht Convexella. Convexella murrayi werd in 1889 voor het eerst wetenschappelijk beschreven door Wright & Studer. 